# 怨念地図 全国版
『怨念地図 全国版』（おんねんちず ぜんこくばん）は、2004年公開の田川幹太監督のオリジナルビデオ作品である。

## 概要
北は北海道、南は九州まで日本全国に点在する曰くつきの心霊スポット35箇所を取材。
箇所毎の怪奇小話と地図を交えて紹介するオカルトスポットナビゲート作品。

## 話名と取材地の詳細
1. 『トイレの怪』（札幌市・中央区）
2. 『花火』（青森県・青森市）
3. 『喧嘩売るべからず』（栃木県・足利市）
4. 『プリントTシャツ』（愛知県・名古屋市）
5. 『危険なデッサン』（京都府・京都市）
6. 『誘われた？』（新潟県・長岡市）
7. 『片足が』（熊本県・熊本市）
8. 『居るよ』（道南・函館市）
9. 『閉鎖した駅』（岩手県・盛岡市）
10. 『あの時、転がってきたものは』（神奈川県・藤沢市）
11. 『奇行』（愛知県・一宮市）
12. 『地下道の髪の毛』（大阪府・大阪市）
13. 『友達との関係』（石川県・加賀市）
14. 『トンネルの中で』（鹿児島県・隼人町）
15. 『子供ではなかった』（道北・旭川市）
16. 『トンネルでの怪事』（宮城県・気仙沼市）
17. 『エレキ法師』（埼玉県・朝霞市）
18. 『火の玉の恐怖』（岐阜県・岐阜市）
19. 『歯なしの老人』（兵庫県・姫路市）
20. 『バッタ女』（山梨県・甲府市）
21. 『危険な香り』（宮城県・日南市）
22. 『唄う女』（道央・美唄市）
23. 『老婆の吐息』（山形県・天童市）
24. 『腕』（千葉県・船橋市）
25. 『滝にまつわる武士の悪霊』（三重県・青山町）
26. 『アラームの主は』（和歌山県・和歌山市）
27. 『蛇と女』（福井県・丸尾町）
28. 『水を吹く少年』（佐賀県・墓山町）
29. 『三人め』（札幌市・白石区）
30. 『人助け不要』（福島県・いわき市）
31. 『怪！駐車場』（東京都・江戸川区）
32. 『友』（静岡県・伊東市）
33. 『背後で見つめる白い顔の男』（奈良県・山添村）
34. 『空白の一日』（福井県・今庄町）
35. 『生還者ゼロ？』（福岡県・福岡市）

## 出演者
- 山野井仁 (ナレーター)